# Synkromism
Synkromism, amerikansk konströrelse som lanserades i Paris 1912 av Stanton MacDonald-Wright och Morgan Russell, till vilka även Patrick Henry Bruce och Arthur Burdett Frost anslöt sig. De utvecklade ett färgstarkt bildspråk som stod nära orfismen, och de ställde ut på Armory Show 1913.